# Анця
Анця — український музичний гурт, створений у вересні 2016 року в Мукачеві. Керівником та автором пісень гурту є член НСКУ Віктор Янцо. 
Переможець конкурсу «Українська пісня The Ukrainian song progect», півфіналіст конкурсу «Хіт-конвеєр» на телеканалі М2, гурт також увійшов до лонглиста українського нацвідбору на Євробачення 2022.
Гурт виконує пісні у стилі попфольк, створені на основі закарпатського фольклору в сучасному аранжуванні.
У своєму доробку колектив має альбом «Богрийда», записаний у співпраці з саунд-продюсерами Віталієм Телезиним (студія 211, м. Київ) та Володимиром Ульяновим (м. Мукачево).
На дві пісні гурту відзнято офіційні відеокліпи у співпраці з кліпмейкерами Андрієм Бояром та Андрієм Олагом.